# Bi-konservative Untermannigfaltigkeit
Bi-konservative Untermannigfaltigkeit ist ein Begriff aus der Differentialgeometrie, einem Teilgebiet der Mathematik.

## Definition
Für eine Abbildung zwischen Riemannschen Mannigfaltigkeiten {\displaystyle u\colon M\to N} definiert man ihre Bi-Energie als {\displaystyle E_{2}(u):={\frac {1}{2}}\int _{M}\vert \Delta u\vert ^{2}\mathrm {d} v_{g}} mit zugehöriger Euler-Lagrange-Gleichung
{\displaystyle \tau _{2}(u):=-\Delta u-(\mathrm {Spur} (R^{N}(\mathrm {d} u,\tau (u))))\mathrm {d} u=0},
wobei {\displaystyle R^{N}} der Riemannsche Krümmungstensor und {\displaystyle \tau (u)=Spur(\nabla du)} das Tensionsfeld ist. (Harmonische Abbildungen werden durch {\displaystyle \tau (u)=0} definiert.)
Der Stress-Energie-Tensor der Bi-Energie ist definiert durch
{\displaystyle S_{2}(X,Y):={\frac {1}{2}}\vert \tau (u)\vert ^{2}\langle X,Y\rangle +\langle \mathrm {d} u,\nabla \tau (u)\rangle \langle X,Y\rangle -\langle \mathrm {d} u(X),\nabla Y\tau (u)\rangle -\langle \mathrm {d} u(Y),\nabla _{X}\tau (u)\rangle .}
Eine Untermannigfaltigkeit heißt bi-konservativ, wenn die sie definierende isometrische Immersion die Gleichung
{\displaystyle \operatorname {div} S_{2}=0}
erfüllt.

## Biharmonische Untermannigfaltigkeiten
Eine Untermannigfaltigkeit heißt biharmonisch, wenn die sie definierende isometrische Immersion eine biharmonische Abbildung ist. In diesem Fall gilt
{\displaystyle \operatorname {div} S_{2}=-\tau _{2}(u)=0},
weshalb biharmonische Untermannigfaltigkeiten stets bi-konservativ sind.